# Império Serivijaia
Serivijaia (em sânscrito: श्रीविजय; romaniz.: Srivijaya/Sriwijaya, de sri, "brilhante" ou "radiante", e vijaya, "vitória" ou "excelência") foi um antigo império malaio da ilha de Sumatra, no sudeste asiático, com larga influência sobre o Arquipélago Malaio, com período de maior extensão durante os séculos X e XI.
A prova mais antiga e sólida de sua existência data do século VII; um monge chinês, I-Tsing, escreveu que visitara Serivijaia em 671 por seis meses. A mais antiga inscrição que usa o nome Serivijaia foi datada do século VII, chamada de Inscrição Kedukan Bukit, próxima de Palimbão, em Sumatra, estimada como do ano de 683.
O reino deixou de existir entre 1200 e 1300 devido a vários fatores, incluindo a expansão do Império de Majapait. Após sua queda, ficou por longo tempo esquecido e os historiadores não consideravam que um reino unido tão grande pudesse ter existido no sudeste da Ásia. Sua existência somente foi suspeitada em 1918, quando o historiador francês George Coedès, da Escola Francesa do Extremo Oriente postulou a existência do império. Entre 1992 e 1993, Pierre-Yves Manguin provou que o centro de Serivijaia estava localizado ao longo do rio Musi, entre Buquite Seguntangue e Saboquinquingue (situada onde hoje é a província de Sumatra do Sul, na Indonésia).